# Aristolochia eriantha
Aristolochia eriantha är en piprankeväxtart som beskrevs av Mart. & Zucc.. Aristolochia eriantha ingår i släktet piprankor, och familjen piprankeväxter. Inga underarter finns listade i Catalogue of Life.